# 정치국
정치국(政治局) 또는 폴리트뷰로(политбюро)는 정당(특히 공산당)의 최고 정책 결정 기관이다. 공산주의, 사회주의 국가에서는 당이 국가를 지도하는 체제이기 때문에 당과 국가의 정책을 실질적으로 결정하는 역할을 한다. 명목상으로는 중앙위원회가 정치국원을 선출하도록 되어 있지만 실제로는 정치국 스스로가 정치국원을 선출한다. 몇몇 사회주의 국가에서는 정치국 안에 상무위원회를 따로 두기도 한다.

## 대표적인 정치국
- 소련 공산당 중앙위원회 정치국
- 중국공산당 중앙정치국
- 조선로동당 중앙위원회 정치국

## 같이 보기
- 소련 공산당 중앙위원회 정치국
- 중국공산당 중앙정치국
- 조선로동당 중앙위원회 정치국